# San Juan de Opoa (ort)
San Juan de Opoa är en ort i Honduras.   Den ligger i departementet Departamento de Copán, i den västra delen av landet, 180 km väster om huvudstaden Tegucigalpa. San Juan de Opoa ligger 743 meter över havet och antalet invånare är 1 636.
Terrängen runt San Juan de Opoa är kuperad, och sluttar österut. Runt San Juan de Opoa är det ganska glesbefolkat, med 50 invånare per kvadratkilometer. Närmaste större samhälle är Santa Rosa de Copán, 8,7 km väster om San Juan de Opoa. Omgivningarna runt San Juan de Opoa är en mosaik av jordbruksmark och naturlig växtlighet.